# Herb gminy Młynarze

Herb Kapituły Płockiej

Herb gminy Młynarze – jeden z symboli gminy Młynarze, autorstwa Kamila Wójcikowskiego i Roberta Fidury, ustanowiony 30 marca 2012.

## Wygląd i symbolika
Herb przedstawia na tarczy w polu czerwonym trzy koła wodne srebrne (2 nad 1), pomiędzy którymi, pośrodku, korona złota otwarta o czterech kwiatonach, nad którą takaż gwiazda. Całość na tarczy typu hiszpańskiego.
Elementy herbu nawiązują do historycznych stosunków własnościowych oraz do etymologii nazwy gminy. Miejscowość Młynarze miała wziąć swoją nazwę od trzech młynów na rzece Róż, symbolizowanych przez koła wodne. Korona z gwiazdą jest jednym z elementów herbu kapituły płockiej, nadanego przez cesarza Maksymiliana I w 1516. Herb ten przedstawiał na tarczy dwudzielnej w pas, w polu górnym, błękitnym, koronę złotą z takąż gwiazdą, w polu dolnym, błękitnym z bordiurą czerwoną, skosy złote. Zaszczytniejszy element herbu Kapituły został wkomponowany w herb, aby podkreślić fakt, że to właśnie na terenie gminy leży Sieluń − ośrodek dóbr będących uposażeniem prepozyta płockiego, zwanych zwyczajowo księstwem sieluńskim. Barwy herbu zostały wzięte od barw herbowych Mazowsza.

## Historia
Pierwszy projekt herbu przedstawiał w polu błękitnym koło wodne złote, o trzech szprychach, z nałożoną tarczą z pełnym herbem Kapituły. Projekt ten, przyjęty Uchwałą Nr VIII/33/2011 z 9 czerwca 2011, otrzymał negatywną opinię Komisji Heraldycznej. Kolejny projekt, po wprowadzeniu niewielkich poprawek na konsultacjach z Komisją, otrzymał opinię pozytywną (Uchwała Nr 3-1792/0/2012 z 10 lutego 2012) i został przyjęty przez gminę 30 marca 2012 (Uchwała Nr XIV/68/2012).